# Dagshandel
Dagshandel (engelska: day trading, uttal /'dɛjtɹɛjdıŋ/) är en variant av handel med aktier eller andra instrument där handlaren, tradern, gör förhållandevis många affärer per dag. En dagshandlare köper och säljer värdepapper endast över dagen, innan börsen stänger stängs alla öppna positioner. Dagshandel handlar främst om att agera snabbt vid kursförändringar på aktier och andra värdepapper.
Under de senaste åren har många börsaktörer börjat att automatisera dagshandel med hjälp av IT-system som kan agera snabbare än människor. Denna typ av dagshandel refereras till som robothandel eller högfrekvent algoritmisk handel.

## Några olika strategier vid dagshandel
- Utnyttja skillnaden mellan köp- och säljkurser.
- Crossover köpa eller blanka när två glidande medelvärden bryter.
- Breakout innebär att position tas när ett tidigare motstånd eller stöd bryts.
- Gaptrading innebär att man utnyttjar om börsen öppnar upp eller ned och tar motsatt position.
- KISS är den enklaste formen. Köp när kursen bryter över ett glidande medelvärde, sälj när kursen bryter under.

Dagshandel kritiseras ibland som spekulativt och kortsiktigt, men anses av andra vara det smörjmedel som behövs för att en aktiemarknad ska bli effektiv. Det kan exempelvis vara genom att förbättra marknadens likviditet - hur enkelt och snabbt det går att hitta en motpart. En kritik som kan riktas mot dagshandel är när handlare agerar genom så kallad 'frontrunning', alltså exempelvis köper när de ser att en order tecknats för att kunna sälja till just den ordern, trots att ordern skulle kunna ha mötts av ordinarie motpart till bättre pris eller volym.

## Svenska daytraders
I Sverige finns det en mindre grupp hängivna dagshandlare som står för en betydande del av omsättningen i, framför allt, börsens mindre värdepapper. Dessa sköter sin handel antingen hemifrån, från gemensamt hyrda kontor eller från "tradingrum" tillhandahållna av handelsplattformarna Avanza eller Nordnet. Några profiler som synts offentligt är Eric Olaison, Anders Forsberg, Per Rudberg, Johan Isacsson, John Skogman, Anders Fogelberg, Eric Tour och Håkan Samuelsson .